# Mid Calder Parish Church

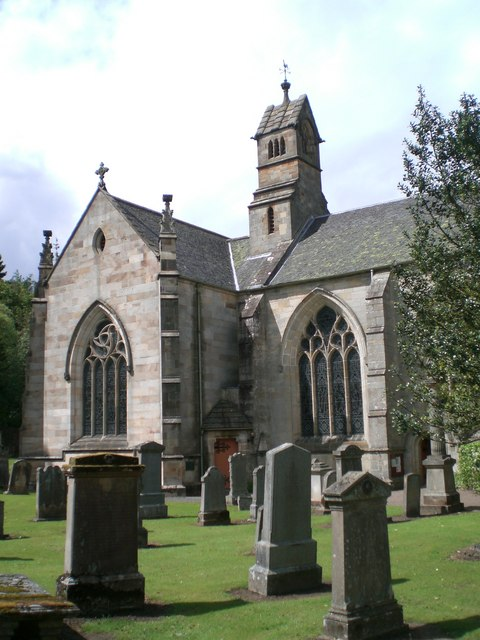
Mid Calder Parish Church

Die Mid Calder Parish Church, auch Kirk of Calder, Calder Kirk oder Parish Church of St John, ist ein Kirchengebäude der presbyterianischen Church of Scotland in der schottischen Ortschaft Mid Calder in der Council Area West Lothian. 1971 wurde das spätgotische Bauwerk in die schottischen Denkmallisten in der höchsten Denkmalkategorie A aufgenommen. Die Kirche ist bis heute als Pfarrkirche in Verwendung.

## Geschichte
Am Standort des heutigen Kirchenbaus befanden sich wahrscheinlich bereits seit Mitte des 12. Jahrhunderts Vorgängerbauten. Eine um 1150 erbaute, dem Bistum St Andrews zugehörige Kirche wurde im Jahre 1241 eingesegnet. Das Relief eines Keltenkreuzes im Mauerwerk der Sakristei des heutigen Gebäudes stammt möglicherweise aus dieser Zeit.
Um das Jahr 1350 gelangte die Familie Sandilands, die späteren Lords Torphichen, in den Besitz der Ländereien von Calder. Ihr Stammsitz, das Herrenhaus Calder House, liegt unweit von Mid Calder. Seit 1526 bekleidete Peter Sandilands das Amt des Geistlichen der örtlichen Kirche. 1541 veranlasste er den Baubeginn der heutigen Kirche, erstellte im Folgejahr eine vollständige Bauskizze und stellte die weitere Finanzierung sicher. Bis zu Sandilands Ableben im Jahre 1547 waren jedoch nur der Chor und der Glockenturm am Westende fertiggestellt. Das Gebäude wurde mit einem provisorischen Eingangsbereich versehen und fortan genutzt.
Nachdem die sich Calder Kirk im 19. Jahrhundert als zu klein für die wachsende Gemeinde erwies, wurde der Bau fortgesetzt und schließlich 1863 abgeschlossen. Man wich jedoch deutlich von den ursprünglichen Plänen ab, die ein westwärtiges Langhaus vorsahen. Stattdessen entstand an der Westseite ein queroblonger Körper im Stile eines Westbaus jedoch mit deutlicher Überbreite. Für die Planung zeichnet das Edinburgher Architekturbüro Brown & Wardrop verantwortlich. Die aus dem Jahre 1663 stammende Glocke wurde 1876 neu gegossen. 1888 wurde eine Orgel installiert. Eine Restauration der historischen Bleiglasfenster erfolgte im Jahre 1995.
Im Laufe der Jahrhunderte besuchten verschiedene bedeutende Persönlichkeiten die Kirk of Calder. Hierzu zählen der schottische Reformator John Knox, der Missionar und Afrikaforscher David Livingstone, der Komponist Frédéric Chopin sowie der Chemiker James Young.